# Jacob Hendrik Hoeufft
Jacob Hendrik Hoeufft (Dordrecht, 29 luglio 1756 – Breda, 14 febbraio 1843) è stato un poeta olandese in lingua latina, ideatore del Certamen poeticum Hoeufftianum, un premio letterario di poesia in lingua latina attivo fra il 1844 e il 1978.

## Biografia
Hoeufft apparteneva a una famiglia aristocratica, con tradizioni militari, del Brabante Settentrionale. Suo padre Jan Jacob, morto nel 1793, era un ammiraglio mentre lo zio Samuel fu governatore di Breda. Jacob Hendrik Hoeufft si indirizzò allo studio del diritto laureandosi in utroque iure a Leida nel 1778 dopo aver discusso la tesi in lingua latina De imperio eminente. Fu dapprima avvocato all'Aia dal 1777 al 1780, allorché si trasferì a Dordrecht  dove fu membro del governo municipale. Nel 1793 si trasferì definitivamente a Breda dove si dedicò pressoché esclusivamente allo studio delle letterature classiche latina e greca e alla produzione poetica in lingua latina. 
Lo studio del latino e del greco era iniziato per Hoeufft in giovanissima età a Dordrecht ed era proseguito negli studi secondari fatti a Breda e all'Aia. Oltre alla composizione di versi in lingua latina e agli studi sulla lingua greca, Hoeufft scrisse in lingua olandese, in prosa e in versi. Nel 1816 pubblicò a Breda una traduzione in olandese di canzoni del poeta greco Anacreonte in un metro barbaro che imitava il dimetro ionico a minore. Apprezzato soprattutto per la sua attività di poeta e di classicista, Hoeufft fu accolto alla Koninklijke Nederlandse Akademie van Wetenschappen (l'Accademia Reale delle Arti e delle Scienze dei Paesi Bassi) e ricevette l'Ordine del Leone dei Paesi Bassi.
Un suo lascito testamentario permise l'organizzazione del Certamen poeticum Hoeufftianum, un premio di poesia latina. Il premio maggiore, assegnato fra il 1844 e il 1978 una volta l'anno ad Amsterdam da una commissione i cui membri erano stati scelti dalla Königlich-Niederländische Akademie der Wissenschaften, consisteva in una medaglia d'oro da 250 grammi, per il primo classificato, più la pubblicazione dell'opera a spese dell'Accademia. Erano pubblicate a spese dell'Accademia, previo consenso dell'autore, anche le composizioni che, pur non avendo conseguito il primo premio, venivano giudicate dalla giuria degne di grande lode (magnae laudis).

## Scritti
- (con Frans Pieterszoon Burman), Carmina Juvenilia, Ludguni Batavorum: apud Cornilium Hoogeveen, 1778 (Google libri); ristampa Kessinger Publishing, LLC, 2009, ISBN 1104629496, ISBN 9781104629496
- Jacobi Henrici Hoeufft Pericula poetica, Munus amicis, 1783
- Anacreonti quae tribuuntur carminum paraphrasis elegiaca, Dordraci: Apud Petrum van Braam, 1795
- Jacobi Henrici Hoeufft ICTI Carmina, Bredae: Typis Guiliermi van Bergen, 1805 (Google libri)
- Taalkundige aanmerkingen op eenige Oud-Friesche Spreekwoorden, door Mr. Jacob Henrik Hoeufft, Te Breda: bij W. Van Bergen, 1812 (Google libri); ediz. 1816 (Google libri)
- Anakreon's gezangen in nederlandsche vers-maat overgebragt, Te Breda bij, W. van Bergen, 1816 (Google libri)
- Parnasus Latino-Belgicus: sive plerique e poëtis Belgii Latinis epigrammate atque adnotatione illustrati, Amstelaedami & Bredae: apud Petrum den Hengst & Filium et Gulielm. van Bergen & Socium, 1819 (Google libri)
- Proeve van Bredaasch taal-eigen, Breda: F.P. Sterk, 1836 (Google libri)